# Parti radical (Luxembourg)
Pour les articles homonymes, voir Parti radical.
Le parti radical est un ancien parti politique luxembourgeois.

## Histoire
Le parti est créé en 1928 par Marcel Cahen après avoir quitté le parti radical-socialiste. Il remporte deux sièges aux élections législatives de 1931 puis fusionne en 1934 avec le parti radical-socialiste pour former le parti radical-libéral.

## Résultats électoraux
| Année | Voix   | %   | Rang | Sièges |
| ----- | ------ | --- | ---- | ------ |
| 1931  | 65 861 | 7,9 | 4e   | 2 / 54 |